# 호두까기 왕자
호두까기 왕자(The Nutcracker Prince)는 캐나다에서 제작된 폴 시블리 감독의 1990년 영화이다. 피터 보레스키 등이 주연으로 출연하였고 케빈 길리스 등이 제작에 참여하였다.

## 출연

### 주연
- 피터 보레스키
- 렌 칼슨
- 필리스 딜러
- 메건 팔로우즈

### 조연
- 린 고먼
- 마이크 맥도널드
- 조지 머너
- 스테파니 모겐스턴
- 피터 오툴
- 수잔 로만
- 다이안 스탭리
- 키퍼 서덜랜드
- 노암 질버먼

## 같이 보기
- 호두까기 인형과 생쥐 대왕
- 호두까기 인형
- 크리스마스 영화 목록